# ورزشگاه نگارا
ورزشگاه نگارا (انگلیسی: Stadium Negara) یک سالن سرپوشیده واقع در کوالا لامپور، مالزی می‌باشد. ٰ

## نگارخانه

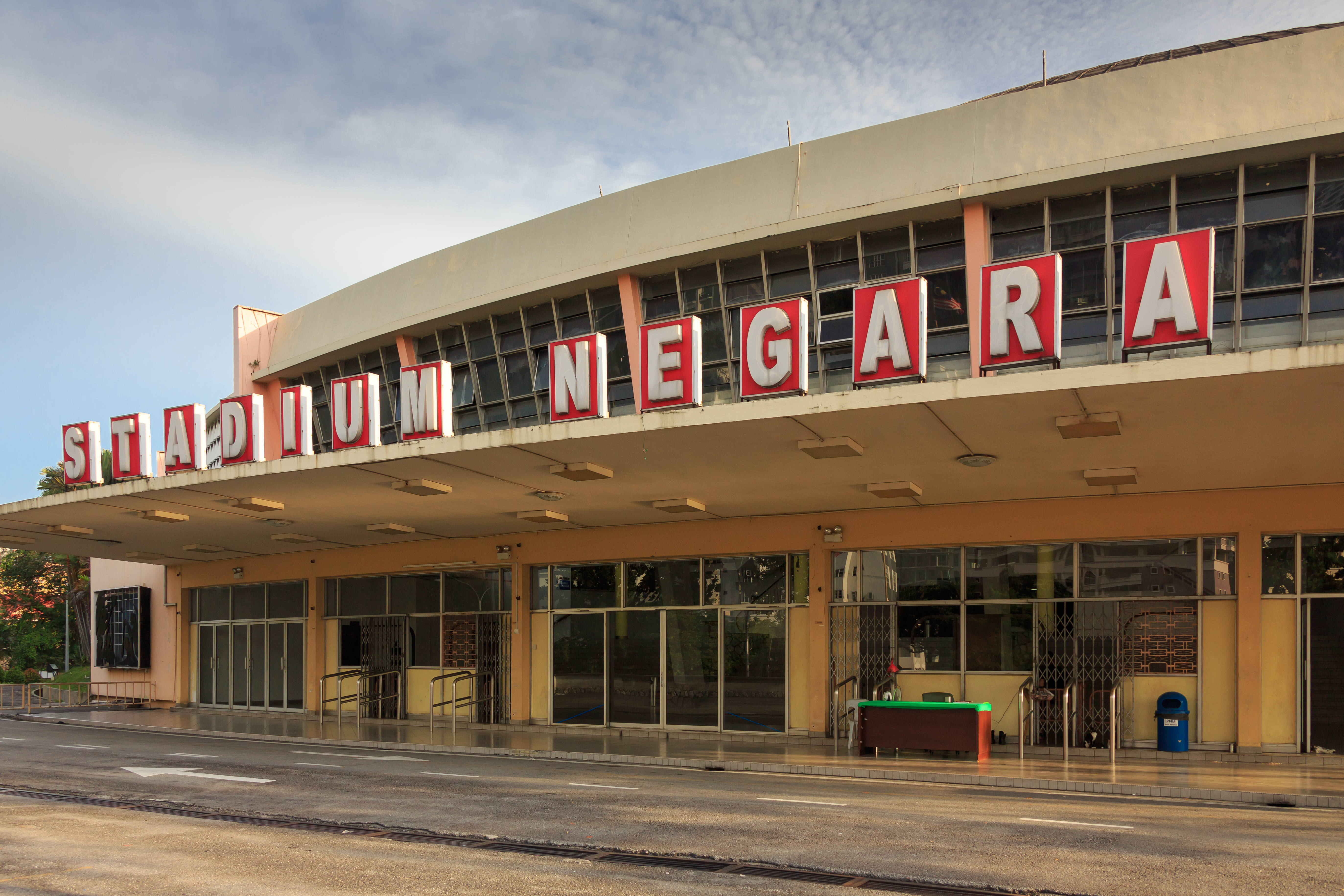
ورودی جلویی ورزشگاه در سال ۲۰۱۴
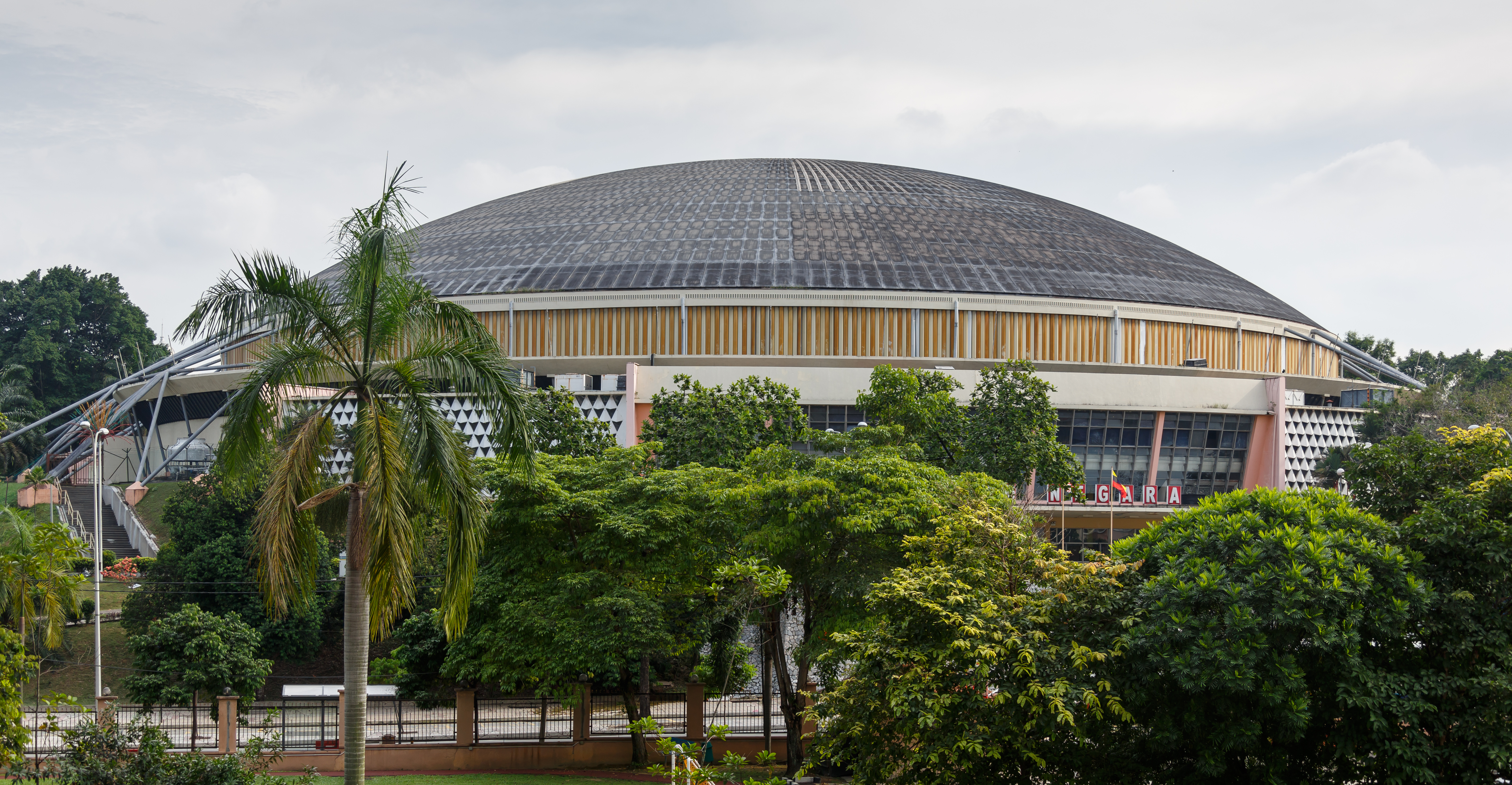
نمای مقابل از ورزشگاه در سال ۲۰۱۴
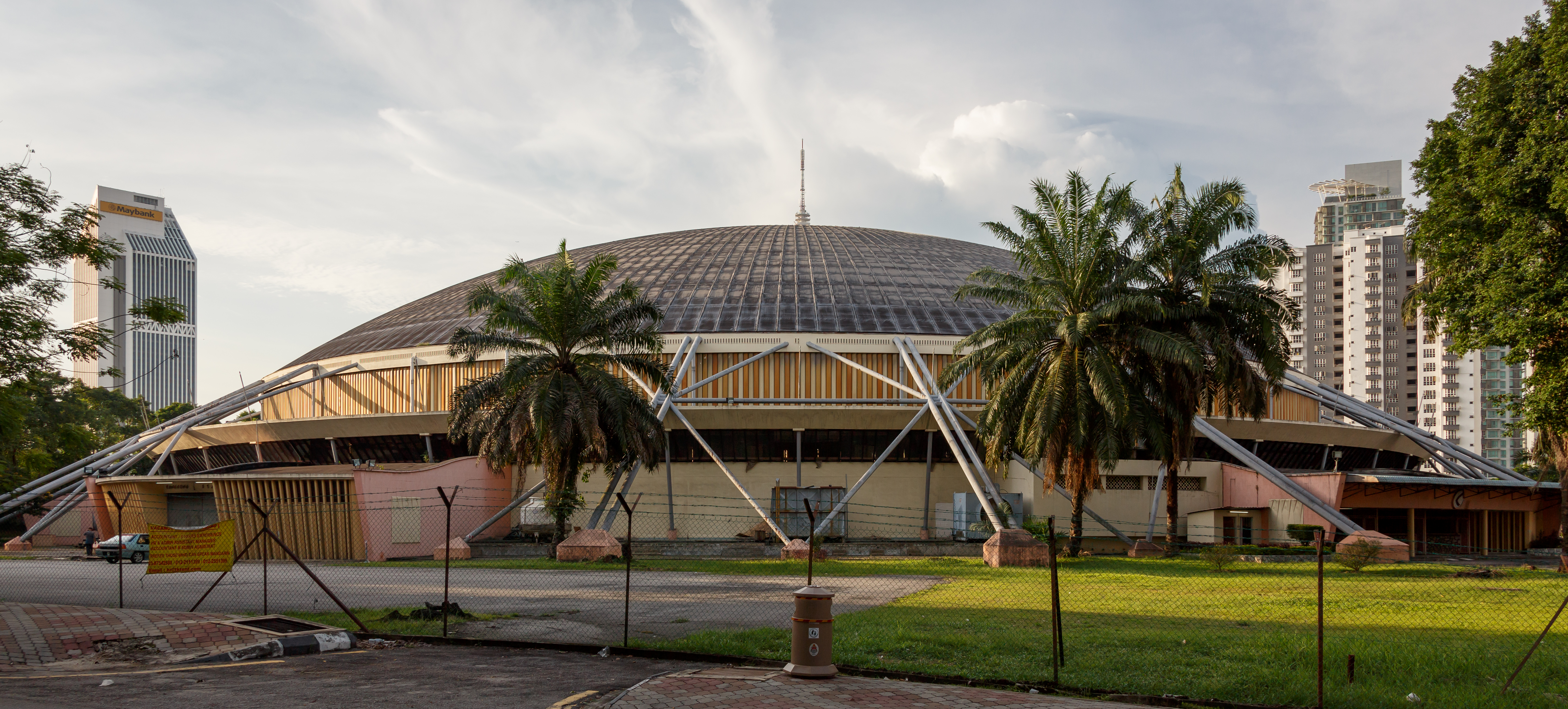
نمای پشتی از ورزشگاه در سال ۲۰۱۴
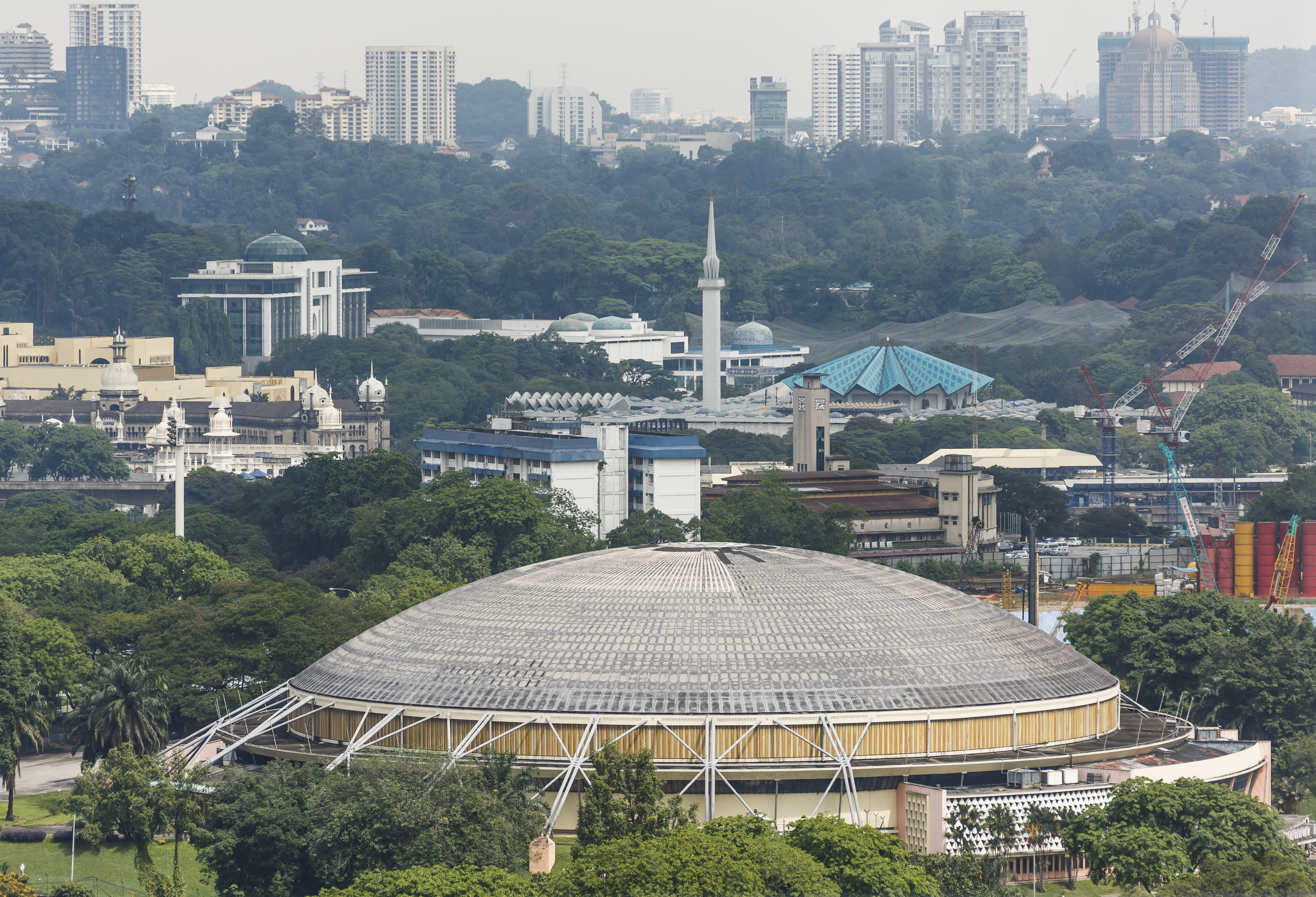
نمای بالایی از ورزشگاه در سال ۲۰۱۴